# Parafia Matki Bożej Różańcowej w Biertowicach
Parafia Matki Bożej Różańcowej w Biertowicach – parafia rzymskokatolicka należąca do dekanatu sułkowickiego w archidiecezji krakowskiej.
Erygowana dnia 20 listopada 2006 roku. Jest to jedna z najmłodszych parafii w archidiecezji krakowskiej. Jej pierwszym proboszczem został ks. Jacek Budzoń. 
Nowoczesny kościół Matki Bożej Różańcowej w Biertowicach został poświęcony 2 sierpnia 1992 roku przez kardynała Franciszka Macharskiego. Pełnił funkcję kościoła filialnego parafii pw. Najświętszego Serca Pana Jezusa w Sułkowicach, aż do utworzenia samodzielnej parafii w Biertowicach w 2006.

## Proboszczowie
- ks. Jacek Budzoń (2005–2021)
- ks. Ryszard Matuszyk (od 1 lipca 2021)